# Oliver Webb
Oliver Webb, född den 20 mars 1991 i Manchester, är en brittisk racerförare.